# Taiko Hirabayashi
Taiko Hirabayashi (平林 たい子?, Hirabayashi Taiko), pseudonimo di Hirabayashi Tai (Suwa, 3 ottobre 1905 – Tokyo, 17 febbraio 1972) è stata una scrittrice giapponese, attiva durante il periodo Shōwa.

## Biografia
Hirabayashi nasce da una famiglia di piccoli imprenditori nella prefettura di Nagano, dove riceve l'istruzione primaria e secondaria. Fin dalla tenera età dimostra una propensione per la scrittura e la letteratura e interesse per idee liberali e socialiste.
Dopo essersi diplomata alla Scuola Superiore femminile di Suwa nel 1922, si trasferisce a Tōkyō, dove ricopre lavoretti saltuari e convive con l'anarchico Yamamoto Torazō (山本虎三?). Al ritorno da un viaggio in Corea, vengono entrambi arrestati nel clima di confusione e provvedimenti restrittivi conseguente al terremoto del Kantō del 1923 e rilasciati a condizione di lasciare Tōkyō. Hirabayashi si trasferisce nella Manciuria. La figlia che dà alla luce quell'anno muore dopo pochi giorni per malnutrizione.
Al ritorno a Tōkyō, frequenta associazioni di artisti di estrema sinistra e inizia una relazione con uno dei membri, Iida Tokutarō (飯田徳太郎?). In questo periodo conosce la scrittrice Hayashi Fumiko, con la quale instaura un'amicizia destinata a durare tutta la vita. Nel 1927 sposa il romanziere e critico Kobori Jinji (小堀甚二?) e pubblica il suo primo romanzo Azakeru ("Autoironia"). Nel 1937 viene arrestata per attività sovversive; in carcere si ammala gravemente di pleurite e peritonite, malattie che la portano a una stregua e lunga lotta alla sopravvivenza. Nel 1945 si iscrive allo Shin Nihon Bungakai, un'associazione di scrittori di sinistra, ma presto si allontana per dissidenze politiche e ideologiche soprattutto riguardanti il ruolo dell'artista. 
Muore di cancro ai polmoni nel febbraio del 1972. Nel 1973 viene stabilito l'Hirabayashi Taiko Prize in suo onore.

## Produzione

### Prima produzione
Dopo il matrimonio Hirabayashi ha finalmente l'occasione di dedicarsi attivamente alla scrittura. Nel 1927 pubblica Azakeru 嘲る ("Autoironia"), un racconto autobiografico su una coppia di giovani anarchici che viene imprigionata a Tōkyō e costretta a trasferirsi in Manciuria. L'anno dopo scrive la sua opera più famosa, Seryōshitsu nite 施療室にて ("Nel reparto volontario"). Il romanzo, anche questo autobiografico, parla della sua gravidanza e della tragica perdita della figlia ed è anche una feroce critica agli ospedali del tempo e alla mancanza di cure dedicate alle donne partorenti. Nel 1929, diventata membro della "Federazione dei Laburisti", pubblica un racconto dopo l'altro ma è costretta a interrompere l'attività per l'arresto del 1937 e per i problemi di salute che sviluppa in prigione.

### Produzione del dopoguerra
Dopo la guerra Hirabayashi riprende la scrittura, ma con un nuovo approccio. La lunga guerra e la lotta contro la malattia spostano l'attenzione dell'autrice sul benessere individuale e sulla sfera emotiva. L'allontanamento dall'impegno sociale e dalla lotta di classe, per quanto progressivo, è già evidente nelle prime opere del dopoguerra. In Shūsen nisshi ("Il diario della fine della guerra", 1945) vengono espressi la gioia e il sollievo per il termine del conflitto mondiale. Sentimenti di protesta nei confronti della guerra si trovano anche in Mō Chūgoku-hei 猛中国兵 ("Soldati cinesi ciechi", 1946). In Hitori yuku 一人行く("Io cammino da sola") la protagonista, gravemente ammalata e in difficoltà economiche, si ritrova in un letto d'ospedale a riflettere sul tempo sprecato in attività sovversive.
Kishimojin 鬼子母神 ("La dea demone", 1946) è una riflessione sull'identità femminile, la sessualità e il senso materno acquisito da una donna costretta ad adottare un bambino. Kō iu onna かういふ女 ("Una donna così", 1946) racconta della lotta della scrittrice contro le malattie che l'hanno portata in fin di vita. Chitei no uta 地底の歌 ("Canzone dall'oltretomba") ritrae una banda di gangster della Yakuza e li paragona a un'organizzazione proletaria. Fra il 1984 e il 1957 pubblica due romanzi autobiografici, Jinsei jikken 人生実験 ("Un esperimento di vita") e Sabaku no hana 砂漠の花 ("Fiori nel deserto", 1957). Il primo parla di una scrittrice di successo che venti anni prima ha avuto un'avventura con un anarchico, Sabaku no hana riprende la vita dell'autrice dalle prime battaglie per la propria indipendenza al divorzio col marito Kobori. Nel romanzo inoltre Hirabayashi esprime il risentimento per il Partito Comunista e per l'idea che la letteratura debba essere subordinata alla politica.
Nel 1969 pubblica Hayashi Fumiko 林芙 美子, una biografia sulla scrittrice rivale e amica di una vita. Nel 1972 viene pubblicato postumo Miyamoto Yuriko 宮本 百合子, uno studio sulla scrittrice a cui si era dedicata Hirabayashi poco prima di morire.

### Racconti gialli
Verso la fine del secondo decennio del XX secolo Hirabayashi pubblica dei racconti gialli per le riviste Shinseinen e Ryōki. Riconosciuto il suo talento, l'editore di Shinseinen cerca di invogliare l'autrice a continuare a cimentarsi nel genere poliziesco, ma Hirabayashi rifiuta, preferendo dedicarsi alla letteratura proletaria.

## Temi e stile
Le opere di Hirabayashi Taikori fanno parte della letteratura proletaria giapponese e l'autrice è ben consapevole di scrivere per questo determinato genere letterario, ma il suo interesse non è focalizzato solo sulle questioni politiche. I suoi romanzi intrecciano sia aspetti di pura critica sociale sia tematiche più personali e intimiste, in cui l'elemento ideologico passa in secondo piano. 
La sua produzione è in linea con il genere dello shishōsetsu, del romanzo autobiografico. Elementi fittizi ed elementi autobiografici sono strettamente collegati, spesso soprapposti; ciò permette all'autrice di denunciare la società parlando delle esperienze traumatiche del proprio passato. L'attenzione infatti non è tanto sulla sofferenza delle masse, ma quanto sul suo dolore personale, in quanto donna e in quanto cittadina giapponese. 
Le protagoniste delle sue storie vanno incontro a eventi tragici ma non ne vengono schiacciate. La tragedia diventa mezzo di catarsi, il dolore ha dei risvolti positivi: serve a trasformare, rinvigorire e far maturare i personaggi.
Hirabayashi ha uno stile realistico e crudo, a tratti quasi grottesco. I romanzi sono spesso scritti in prima persona e viene fatto ampio uso di monologhi interiori e lunghe descrizioni che permettono ai personaggi di analizzare le situazioni in cui si trovano.

## Opere[6]
- Azakeru (嘲る, 1927) - "Autoironia"
- Seryōshitsu nite (施療室にて, 1928) - "Nel reparto ospedaliero"
- Shūsen nisshi (1946) - "Diario di fine guerra"
- Hitori yuku (一人行く, 1946) - "Io cammino sola"
- Mō Chūgoku-hei (猛中国兵1946) - "Soldati cinesi ciechi"
- Kishimojin (鬼子母神, 1946) - "La dea demone"
- Kō iu onna (かういふ女, 1946) - "Una donna così"
- Watashi wa ikiru (私は生きる, 1947) - "Io vivrò"
- Kokusatsu (黒札) - "Note nere"
- Chitei no uta (地底の歌, 1948) - "Canzone dall'oltretomba"
- Jinsei jikken (人生実験, 1948) - "Un esperimento di vita"
- Hito no inochi (人の命, 1950) - "Vita di un uomo"
- Nagurareru aitsu (殴られるあいつ) - "L'uomo sconfitto"
- Sabaku no hana (砂漠の花, 1957) - "Fiori nel deserto"
- Sono hito to tsuma (その人と妻) - "L'uomo e sua moglie"
- Erudorado Akarushi (エルドラド明るし)
- Fumō (不毛, 1962) - "Sterilità"
- Kuroi Nenrei (1963) - "Gli anni neri"
- Haha to iu onna (母と言う女, 1966) - "Una donna da chiamare mamma"
- Himitsu (秘密, 1967) - "Segreto"
- Hayashi Fumiko (林芙 美子, 1969)
- Miyamoto Yuriko (宮本 百合子, 1972)